# Платни биланс
Израз платни биланс први је употребио британски економиста Стјуарт у свом делу "An Inquiry into the Principles of Political Economy" из 1767. године. Стјуарт помиње платни биланс говорећи о "укупној маси реципрочних плаћања" између земље и иностранства. Међутим, од тада па до данас концепција платног биланса доживела је велике измене.
Данас се платни биланс дефинише као системски двострани преглед (попис) СВИХ економских трансакција обављених између резидената и нерезидената у одређеном временском периоду - најчешће у једној години. Дакле, у платни биланс бележе се и ефективно извршена плаћања у току године али и она плаћања која се одлажу за касније (на кредит).
Односи једне земље са остатком света одражавају се у трансакцијама које се садрже у платном билансу. То су комерцијалне операције, као што је извоз аутомобила крагујевачке Заставе на америчко тржиште крајем осамдесетих, или увоз, на пример, машина из Немачке од стране српских привредника. На платном билансу такође се налазе и финансијске операције, као што је улазак страног капитала са инвестицијом у домаћа предузећа и куповина националног дуга.
Платни биланс добија све више на значају у данашњем глобалном свету, тако да се њиме мери отвореност једне економије.
ИЗВОЗ + УВОЗ подељено на БРУТО ДОМАЋИ ПРОИЗВОД